# Barleria popovii
Barleria popovii är en akantusväxtart som beskrevs av Bernard Verdcourt. Barleria popovii ingår i släktet Barleria och familjen akantusväxter. Inga underarter finns listade i Catalogue of Life.